# Edvin Vesterby
Edvin Vesterby (ur. 23 października 1927 w Riguldi) – szwedzki zapaśnik. Srebrny medalista olimpijski z Melbourne.
Urodził się w Estonii. W 1944 jego rodzina wyemigrowała do Szwecji, gdzie w 1946 rozpoczął treningi. Brał udział w trzech igrzyskach (IO 52, IO 56, IO 60). Walczył w obu stylach. Największy sukces odniósł na igrzyskach w 1956 w stylu klasycznym, zdobywając srebro w wadze koguciej, do 57 kilogramów. Na mistrzostwach świata najlepszym jego wynikiem było czwarte miejsce w 1951 i 1955 roku.